# Petalomyrmex phylax

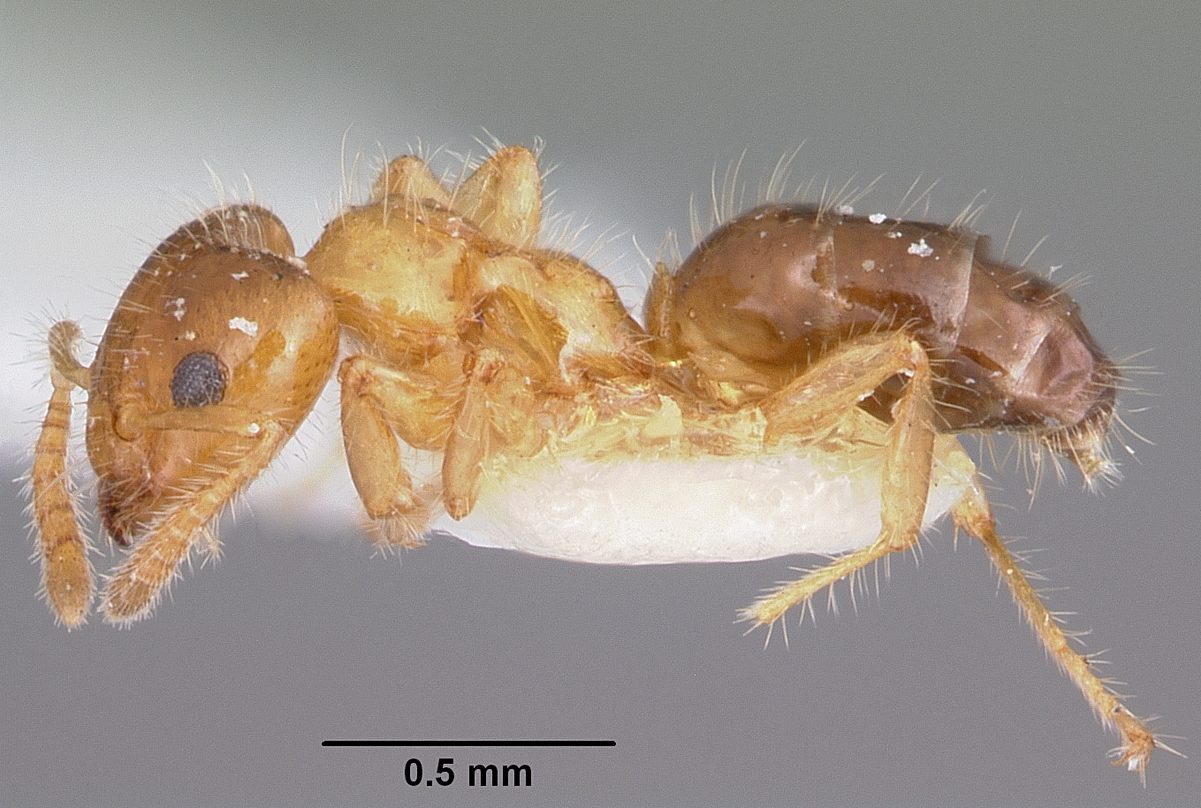
Муравей Petalomyrmex phylax

Petalomyrmex phylax (лат.) — вид муравьёв, единственный в составе рода Petalomyrmex из подсемейства формицины (Formicinae, Plagiolepidini). Экваториальная Африка: Камерун.

## Описание
Мелкие земляные муравьи желтовато-коричневого цвета. Заднегрудка округлая без проподеальных шипиков. Усики длинные, у самок и рабочих 9-члениковые (у самцов усики состоят из 10 сегментов, у самок также может быть 10). Жвалы рабочих с 6 зубцами. Нижнечелюстные щупики 3-члениковые, нижнегубные щупики состоят из 3 сегментов. Голени средних и задних ног без апикальных шпор. Стебелёк между грудкой и брюшком состоит из одного сегмента (петиоль). Petalomyrmex сходен с родом муравьёв Aphomomyrmex, с которым они вместе разделяют наименьший среди всех муравьёв из подсемейства формицины (Formicinae) показатель числа члеников усиков (9) и число члеников нижнечелюстных щупиков (3)
.

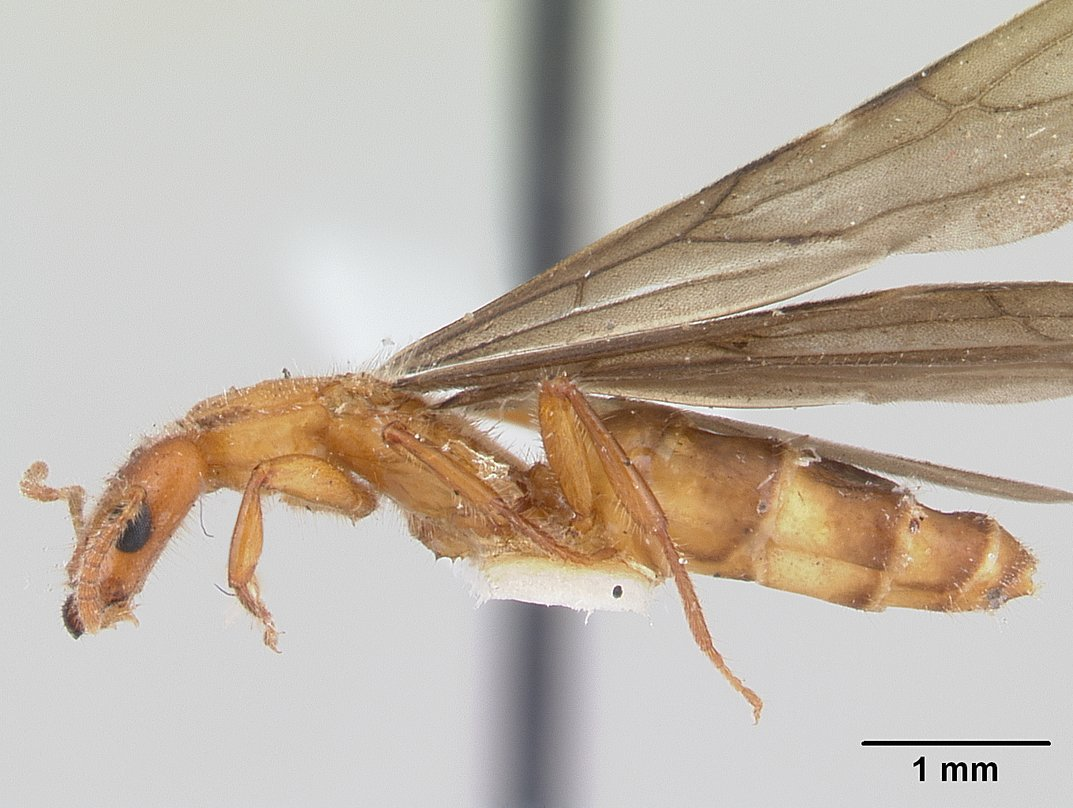
Самка